# Гімнастика на літніх Олімпійських іграх 2004
У програмі змагань з гімнастики на літніх Олімпійських іграх 2004 були три дисципліни: спортивна гімнастика, художня гімнастика й стрибки на батуті.

## Медалі

### Загальний медальний залік
| Місце  | Країна         | Золото | Срібло | Бронза | Загалом |
| ------ | -------------- | ------ | ------ | ------ | ------- |
| 1      | Румунія        | 4      | 3      | 3      | 10      |
| 2      | США            | 2      | 6      | 1      | 9       |
| 3      | Росія          | 2      | 3      | 2      | 7       |
| 4      | Україна        | 2      | 0      | 1      | 3       |
| 5      | Італія         | 1      | 1      | 1      | 3       |
| 6      | Японія         | 1      | 1      | 2      | 4       |
| 7      | Канада         | 1      | 1      | 0      | 2       |
| 8      | КНР            | 1      | 0      | 3      | 4       |
| 9      | Німеччина      | 1      | 0      | 1      | 2       |
| 9      | Іспанія        | 1      | 0      | 1      | 2       |
| 11     | Франція        | 1      | 0      | 0      | 1       |
| 11     | Греція         | 1      | 0      | 0      | 1       |
| 13     | Болгарія       | 0      | 1      | 2      | 3       |
| 14     | Південна Корея | 0      | 1      | 1      | 2       |
| 15     | Латвія         | 0      | 1      | 0      | 1       |
| Всього | Всього         | 18     | 18     | 18     | 54      |

### Спортивна гімнастика

#### Чоловіки
| Дисципліна                    | Золото                                                                                                | Срібло                                                                            | Бронза                                                                                        |
| ----------------------------- | --- | --------------------------------------------------------------------------------- | --------------------------------------------------------------------------------------------- |
| Командна першість детальніше  | Японія (JPN) Такехіро Касіма Хісасі Мідзуторі Дайсуке Накано Хіроюкі Томіта Цукахара Наоя Ісао Йонеда | США (USA) Джейсон Гатсон Морган Гемм Пол Гемм Бретт Макклюр Блейн Вілсон Гард Янг | Румунія (ROU) Маріан Драгулеску Іліе Попеску Дан Потра Резван Шеларіу Іоан Сучу Маріуш Урзіка |
| Абсолютна першість детальніше | Пол Гемм · США (USA)                                                                                  | Кім Дае Ин · Південна Корея (KOR)                                                 | Ян Тае Йонг · Південна Корея (KOR)                                                            |
| Вільні вправи детальніше      | Кайл Ш'юфелт · Канада (CAN)                                                                           | Маріан Драгулеску · Румунія (ROU)                                                 | Йордан Йовчев · Болгарія (BUL)                                                                |
| Кінь детальніше               | Тен Хайбінь · Китай (CHN)                                                                             | Маріуш Урзіка · Румунія (ROU)                                                     | Такехіро Касіма · Японія (JPN)                                                                |
| Кільця детальніше             | Демосфен Тампакос · Греція (GRE)                                                                      | Йордан Йовчев · Болгарія (BUL)                                                    | Юрій Кекі · Італія (ITA)                                                                      |
| Опорний стрибок детальніше    | Хервасіо Деферр · Іспанія (ESP)                                                                       | Євген Сапроненко · Латвія (LAT)                                                   | Маріан Драгулеску · Румунія (ROU)                                                             |
| Бруси детальніше              | Валерій Гончаров · Україна (UKR)                                                                      | Томіта Хіроюкі · Японія (JPN)                                                     | Лі Сяопен · Китай (CHN)                                                                       |
| Перекладина детальніше        | Ігор Кассіна · Італія (ITA)                                                                           | Пол Гемм · США (USA)                                                              | Йонеда Ісао · Японія (JPN)                                                                    |

#### Жінки
| Дисципліна                    | Золото                                                                                                 | Срібло                                                                                      | Бронза |
| ----------------------------- | --- | ------------------------------------------------------------------------------------------- | --- |
| Командна першість детальніше  | Румунія (ROU) Оана Бан Александра Еремія Кетеліна Понор Моніка Рошу Ніколета Софроніє Сільвія Строеску | США (USA) Могіні Бгардвадж Аня Гетч Терін Хамфрі Кортні Купец Кортні Маккул Карлі Паттерсон | Росія (RUS) Людмила Єжова Світлана Хоркіна Марія Крючкова Анна Павлова Олена Замолодчикова Наталя Зіганшина |
| Абсолютна першість детальніше | Карлі Паттерсон · США (USA)                                                                            | Світлана Хоркіна · Росія (RUS)                                                              | Чжан Нань · Китай (CHN)                                                                                     |
| Опорний стрибок детальніше    | Моніка Рошу · Румунія (ROU)                                                                            | Аня Гетч · США (USA)                                                                        | Анна Павлова · Росія (RUS)                                                                                  |
| Різновисокі бруси детальніше  | Емілі Ле Пеннек · Франція (FRA)                                                                        | Терін Хамфрі · США (USA)                                                                    | Кортні Купец · США (USA)                                                                                    |
| Колода детальніше             | Кетеліна Понор · Румунія (ROU)                                                                         | Карлі Паттерсон · США (USA)                                                                 | Александра Еремія · Румунія (ROU)                                                                           |
| Вільні вправи детальніше      | Кетеліна Понор · Румунія (ROU)                                                                         | Ніколета Софроніе · Румунія (ROU)                                                           | Патрісія Морено · Іспанія (ESP)                                                                             |

### Художня гімнастика
| Дисципліна          | Золото                                                                                                 | Срібло | Бронза |
| ------------------- | --- | --- | --- |
| Групові детальніше  | Росія (RUS) Олеся Бєлугіна Ольга Глацкіх Тетяна Курбакова Наталія Лаврова Олена Посєвіна Олена Мурзіна | Італія (ITA) Еліза Бланкі Фабріція Д'Оттавіо Марінелла Фалка Даніела Массероні Еліза Сантоні Лаура Верніцці | Болгарія (BUL) Жанета Ілієва Елеонора Кежова Зорниця Маринова Кристина Рангелова Галина Танчева Владислава Танчева |
| Особисті детальніше | Аліна Кабаєва · Росія (RUS)                                                                            | Ірина Чащина · Росія (RUS)                                                                                  | Ганна Безсонова · Україна (UKR)                                                                                    |

### Стрибки на батуті
| Дисципліна          | Золото                           | Срібло                             | Бронза                           |
| ------------------- | -------------------------------- | ---------------------------------- | -------------------------------- |
| Чоловіки детальніше | Юрій Нікітін · Україна (UKR)     | Олександр Москаленко · Росія (RUS) | Генрік Штехлік · Німеччина (GER) |
| Жінки детальніше    | Анна Догонадзе · Німеччина (GER) | Карен Кокберн · Канада (CAN)       | Хуан Шаньшань · Китай (CHN)      |